# Batalla de Corbach
La batalla de Corbach , o de Korbach, se libró el 10 de julio de 1760 durante la Guerra de los Siete Años en la una ciudad hanseática de Waldeck-Frankenberg en el norte de Hesse, Alemania. Corbach fue la primera batalla de la campaña de 1760 y fue una victoria para los franceses sobre los hannoverianos, los británicos y sus aliados.

## Maniobras preliminares

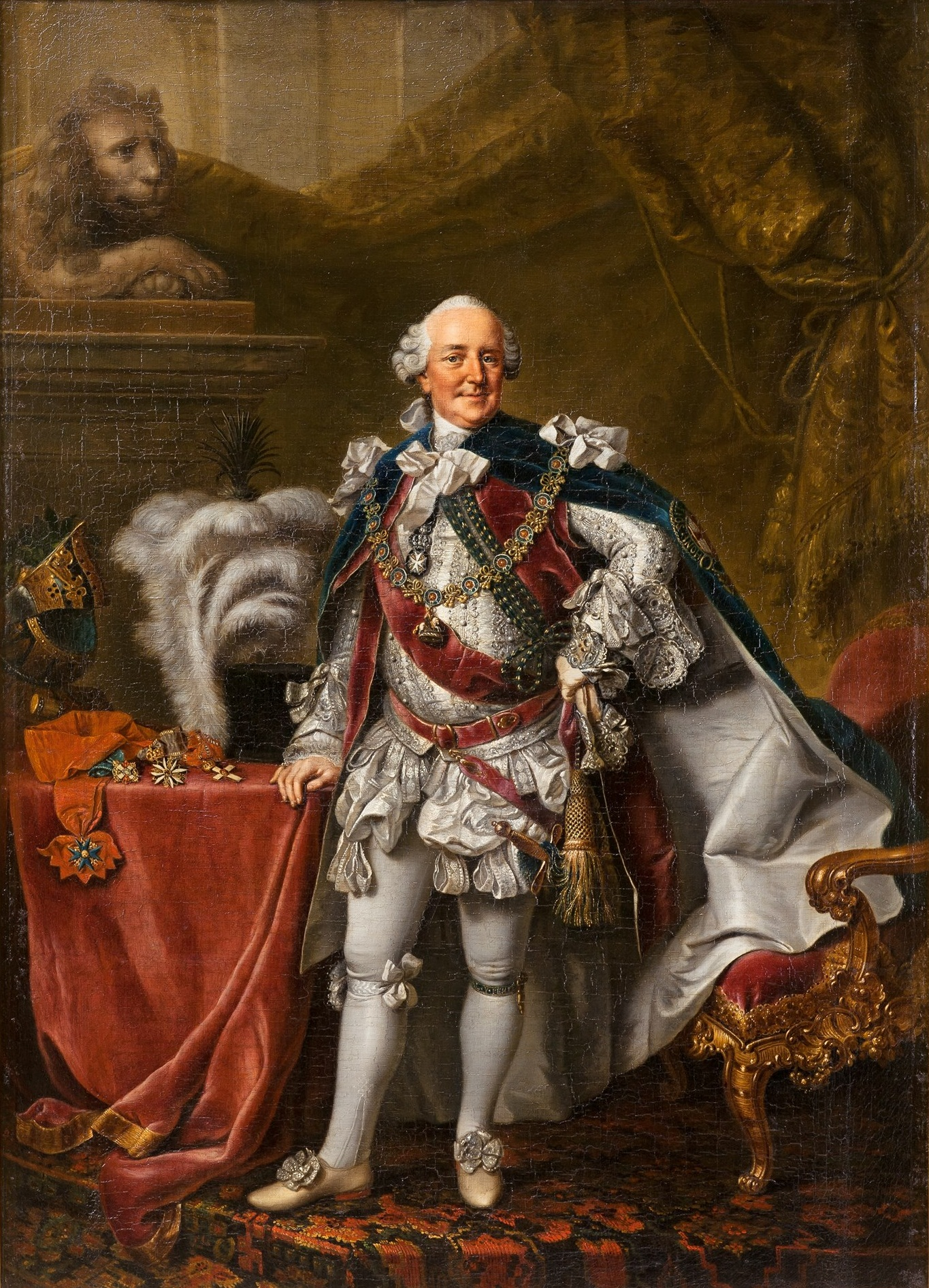
Le príncipe heredero Charles Guillaume-Ferdinand de Brunswick-Wolfenbüttel

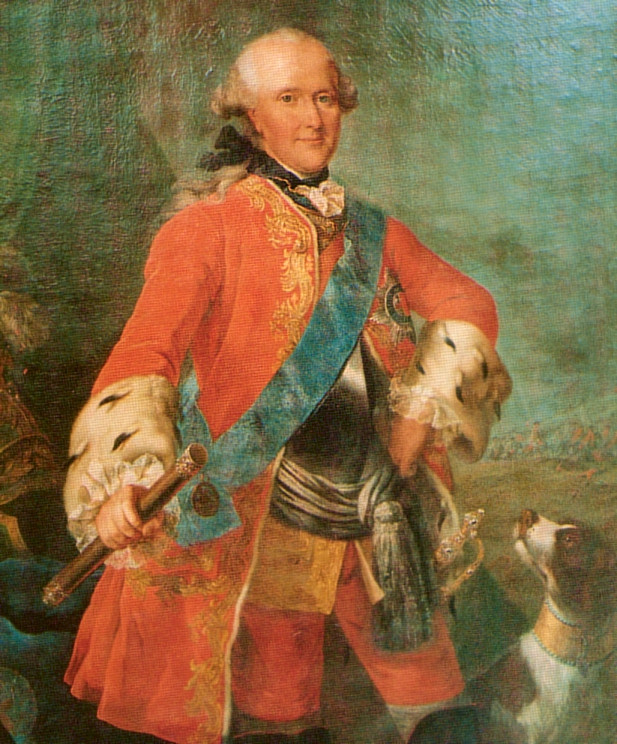
Ferdinand, duque de Brunswick-Lunebourg

La ciudad de Corbach se encuentra en las «alturas de Corbach», que se elevan unos 400 metros sobre la llanura circundante y se extienden aproximadamente una milla al este de Corbach hasta los «bosques de Berndorf»; varias carreteras se cruzan en la ciudad. Numerosas fuerzas de ambos lados se estaban concentrando en esta área. La principal fuerza francesa bajo el mando del mariscal Victor-François, segundo duque de Broglie, estaba a unos dieciocho km al sur en Frankenburg, mientras que la principal fuerza aliada bajo el mando de Ferdinand, duque de Brunswick estaba en Sachsenhausen a seis millas al este. De Broglie había recibido la orden de avanzar en hacia el norte a través de Hesse y los franceses, en Corbach, estaban a solo 25 millas al oeste de Kassel, la capital de Hesse.
El 9 de julio, el general Nicolas Luckner, comandante de caballería ligera de Hannover, se apoderó de Corbach pero su pequeña fuerza de cuatro escuadrones y un batallón de Jägers de Hesse fue expulsado el día 10 por la vanguardia de St. Germain. Fernando envió a Karl Wilhelm Ferdinand, el Príncipe heredero, y a Erbprinz de Brunswick con una fuerza mixta de británicos, hannoverianos, hispánicos y otros con la intención de retomar Corbach, derrotar al ejército de St. Germain e impedir la unión de dos ejércitos franceses en ese punto. Quedó Lord Granby al mando en Sachsenhausen y Fernando marchó al mando de una gran fuerza a Wildungen. El Príncipe heredero marchó desde Sachsenhausen y llegó antes de las alturas de Corbach, a las nueve de la mañana.
Las fuerzas británicas bajo el mando del general John Griffin de la fuerza aliada reafirma que tiene al menos cuatro batallones de a pie: «Hodgson's 5th», «Cornwallis '24th», «Carr's 50th», «Brudenell's 51st»; cinco escuadrones de caballería, incluidos tres de los Dragoons de Bland y dos de Howard; una brigada de 18 piezas de artillería bajo el mando del Capitán Charlton. El conjunto de la fuerza aliada era de unos diecinueve batallones de Hannover, Hessian y Brunswick, y catorce escuadrones de caballería. Luckner todavía estaba en las cercanías.
Las fuerzas de Saint Germain eran, inicialmente, las dos brigadas de la Tour-du-Pin y la Couronne seguidas por las brigadas Royal-Suédois y de Castella (3 regimientos suizos) reforzadas posteriormente por Navarra y du Roi e indica tener desde un mínimo de 10 batallones y quince escuadrones. En total de 7000 a 10 000 hombres distribuidos en seis brigadas y 17 escuadrones.

## La batalla

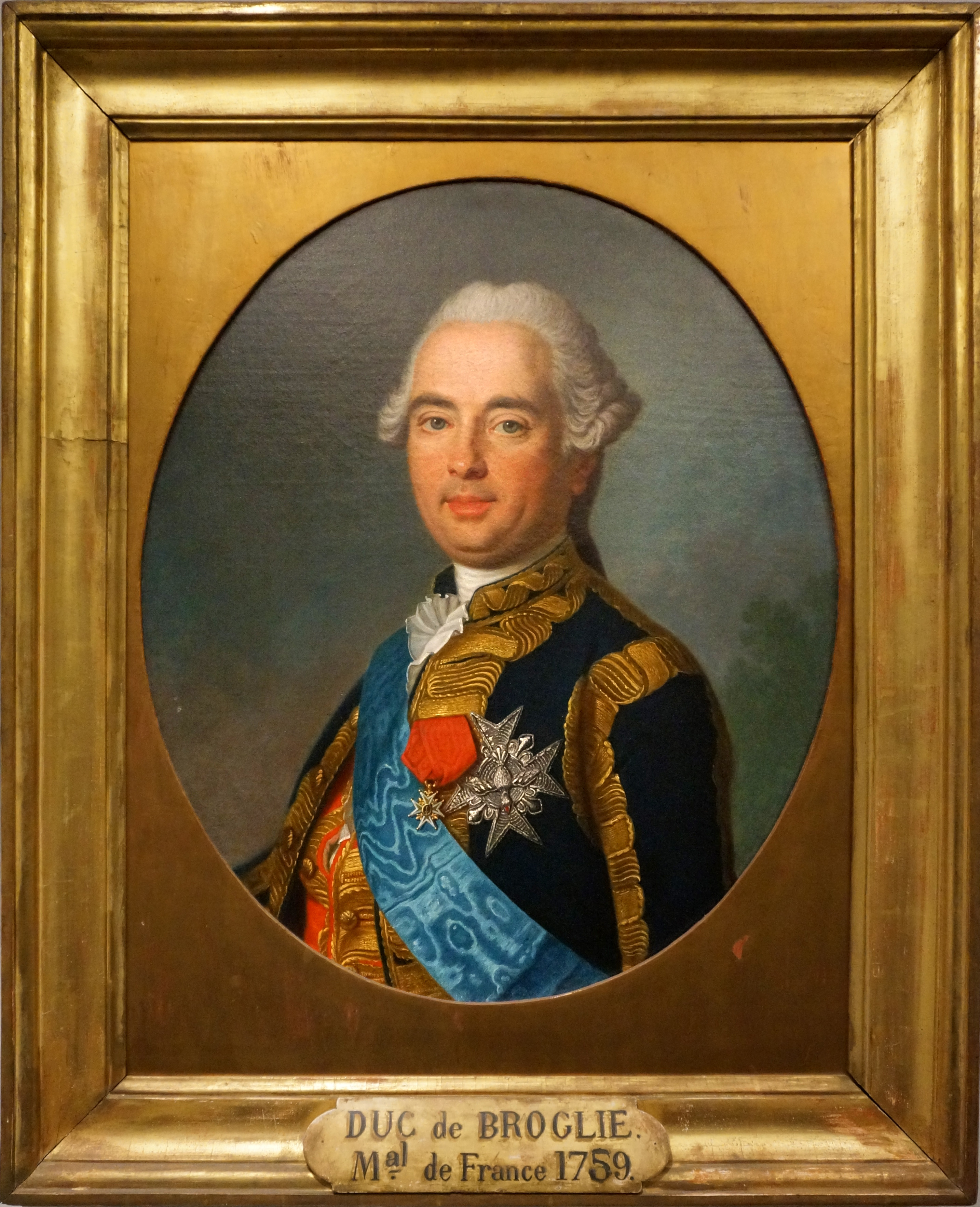
Victor-François, 2ª de Broglie

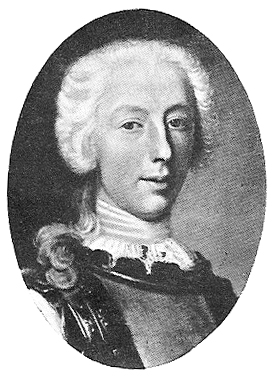
Claude-Louis-Robert, conde de Saint-Germain

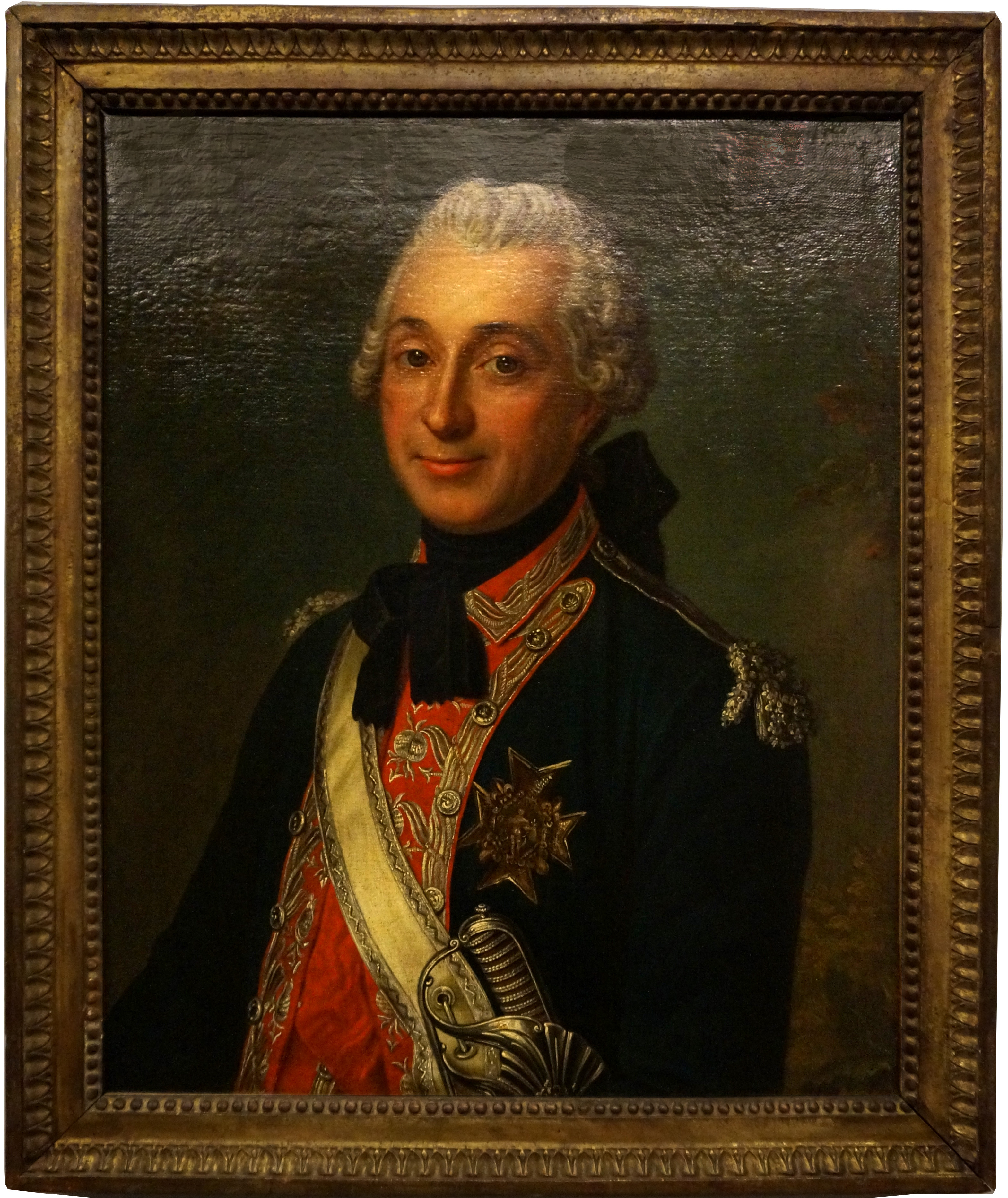
Charles-Léonard de Baylenx, marqués de Poyanne

St. Germain desplegó cuatro batallones de infantería en la ciudad de Corbach. El resto de su fuerza, la infantería, la caballería y la artillería, se situaron en las alturas de Corbach que se extendían al este y algo al norte hasta los bosques de Berndorf, en los que desplegaron algunas tropas ligeras. El Príncipe heredero desplegó sus tropas y atacó de inmediato; sin embargo el despliegue francés lo obligó a dejar su retaguardia izquierda abierta y poco defendida ante un avance de cualquier refuerzo francés enviado al norte en el camino de Frankenberg a Corbach.
La batalla comenzó con la llegada de los aliados a las 9,00 a. m. y se comenzó con algunas escaramuzas de la caballería ligera húsar desde ambos lados. Un cañoneo calentado duró todo el día junto con un intenso fuego de infantería contra los franceses que estaban parados. La lucha se hizo particularmente intensa en el centro, entre dos bosques en la colina, entre Corbach y Berndorf Wood donde los franceses pusieron al contingente aliado alemán en alguna dificultad. Según un informe oficial de Granby a Ligonier, la llegada de las tropas francesas de Frankenberg en la retaguardia aliada decidió al príncipe a retirarse.
Durante la retirada se produjo una gran confusión en las filas alemanas de infantería y caballería; los franceses redoblaron su fuego de artillería y cargaron con el conjunto de su caballería. La retirada aliado comenzó alrededor de las tres de la tarde con algún desorden. El príncipe heredero se vio obligado a cargar a la cabeza de los escuadrones de caballería británicos: «1er Regimiento de Guardias de Dragón» y del «2º Regimiento de Guardias de Dragones» para cubrir la retirada[8], sin poder evitar la pérdida de artillería de 18 piezas de cañón del flanco derecho.

## Consecuencias
La batalla de Corbach fue la primera batalla de la campaña de 1760. El éxito francés en Corbach combinado con la iniciativa de De Broglie al principio de la temporada hizo mucho para permitirles continuar su avance y mantener las posiciones ganadas que lograron por la maniobra de Alemania, a pesar de varias derrotas subsecuentes en el campo de batalla a manos del Príncipe heredero y de Fernando en las batallas de Batalla de Emsdorf y de Warburg. Con la victoria parcial francesa en la Batalla de Warburg a fines de octubre, las esperanzas que tenían los británicos en terminar la guerra de forma favorable en 1760 se evaporó a pesar de sus éxitos en América.